# Klimatosse
Klimatosse er et ord der  blev aktuelt i det danske sprog, da folketingspolitiker Pia Kjærsgaard i 2019 under en tale i Folketinget betegnede de aktivister, der bekymrede sig for klimaet som "klimatosser". Hendes brug af ordet medførte massiv kritik og forargelse, og hun måtte senere undskylde sine udtalelser.
Klimatosse blev udnævnt til årets ord 2019 af Dansk Sprognævn og P1-programmet Klog på Sprog"